# Gas de Fermi
Un gas de Fermi es en un modelo físico, un sistema ideal de fermiones libres, es decir, que no interactúan entre sí, a diferencia de un líquido de Fermi, en el que sí existen interacciones. Puesto que protones, neutrones y electrones están descritos por la estadística de Fermi, se pueden describir en una primera aproximación con este modelo de gas de Fermi los nucleones en el interior del núcleo atómico, los neutrones en una estrella de neutrones o los electrones de conducción de un metal o semiconductor. 
La distribución de la energía de los fermiones en un gas de Fermi en equilibrio térmico se determina por su densidad, temperatura, y el conjunto de estados de energía disponible, a través de la estadística de Fermi-Dirac.
Por el principio de Pauli, ningún estado cuántico puede ser ocupado por más de un fermión (con propiedades idénticas), y así un gas de Fermi, a diferencia de un gas de Bose, está prohibido que condense en un condensado de Bose-Einstein. Por lo tanto la energía total del gas de Fermi en el cero absoluto es mayor que la suma de las energías de los estados fundamentales de las partículas aisladas, debido a que el principio de Pauli actúa como una especie de interacción/presión que mantiene a los fermiones separados y en movimiento.
Por esta razón, la presión de un gas de Fermi es distinta de cero, incluso a temperatura cero, en contraste con la de un gas ideal clásico.  Esta llamada presión de degeneración estabiliza una estrella de neutrones (un gas de Fermi de neutrones) o una estrella enana blanca (un gas de Fermi de electrones) contra la fuerza centrípeta de la gravedad, que aparentemente provocaría el colapso de la estrella en un agujero negro. Sólo cuando una estrella es suficientemente masiva para superar la presión de degeneración puede colapsar en una singularidad..

## Temperatura de Fermi. Energía de Fermi. Superficie de Fermi.
Es posible definir una temperatura de Fermi, por debajo del cual el gas se puede considerar degenerado (la presión se deriva casi exclusivamente del principio de Pauli).  Esta temperatura depende de la masa de los fermiones y la densidad de estados de energía. Para los metales, la temperatura del gas de electrones de Fermi es generalmente de muchos miles de kelvins, así que en aplicaciones en seres humanos pueden ser considerados degenerados.
La energía máxima de los fermiones en el cero de temperatura se llama la energía de Fermi.  La superficie de la energía de Fermi en el espacio de momentos se conoce como la superficie de Fermi.
Dado que las interacciones entre partículas no existen por definición, el problema del tratamiento de las propiedades de equilibrio y el comportamiento dinámico de un gas de Fermi se reduce al estudio del comportamiento de las partículas individuales independientes.
Como tal, es relativamente manejable y constituye el punto de partida de las teorías más avanzadas que se ocupan de la interacción (como la teoría del líquido de Fermi o la teoría de perturbaciones). 

## Aspectos generales
Un gas de Fermi compuesto por partículas idénticas sigue la estadística de Fermi-Dirac, de la cual se deduce que:

(1){\displaystyle {\overline {n_{k}}}={\frac {1}{e^{(\epsilon _{k}-\mu )/kT}+1}}}

que representan los valores medios de los números de ocupación para un gas de Fermi. Para un gas de Fermi todos los números de ocupación son {\displaystyle {\overline {n_{k}}}\leq 1}. La normalización impone:

{\displaystyle N=\sum _{k}{\frac {1}{e^{(\epsilon _{k}-\mu )/kT}+1}}}

donde N es el número total de partículas del gas. A partir de aquí se puede determinar el potencial termodinámico. 
El hamiltoniano de un gas de Fermi constituido por N fermiones de masa m encerrados en el interior de una caja cúbica de lado L es:

(2){\displaystyle H_{0}=\sum _{i=1}^{N}{\frac {p_{i}^{2}}{2m}}}

donde la energía de cada partícula individual es:

(3){\displaystyle \epsilon ={\frac {p_{x}^{2}+p_{y}^{2}+p_{z}^{2}}{2m}}}

expresada en términos de autovalores (es decir los valores de energía accesibles al sistema): {\displaystyle \epsilon _{k}={\frac {\hbar ^{2}k^{2}}{2m}}}. Teniendo en cuenta la degeneración de espín {\displaystyle g=2s+1} donde s es el espín del fermión, el número de partículas en el elemento de volumen del espacio de fases es:

(4){\displaystyle gd\tau =g{\frac {dp_{x}dp_{y}dp_{z}dV}{(2\pi \hbar )^{3}}}}

y por tanto se tiene para la distribución de Fermi:

(5){\displaystyle dN={\frac {gd\tau }{e^{(\epsilon -\mu )/kT}+1}}}

Más precisamente integrando la ecuación anterior (5) en {\displaystyle dV} se obtiene la distribución del impulso:

(6){\displaystyle dN_{p}={\frac {gVp^{2}dp}{2\pi ^{2}\hbar ^{3}\left[e^{(\epsilon -\mu )/kT}+1\right]}}}

y como {\displaystyle \epsilon =p^{2}/2m}, se deduce fácilmente la distribución de energía:

(7){\displaystyle dN_{\epsilon }={\frac {gVm^{3/2}}{{\sqrt {2}}\pi ^{2}\hbar ^{3}}}{\frac {{\sqrt {\epsilon }}\,d\epsilon }{e^{(\epsilon -\mu )/kT}+1}}}

Las expresiones (6) y (7) son las distribuciones de Maxwell en el caso de un gas de Fermi. El número total de partículas se obtiene integrando la expresión (7):

(8){\displaystyle N={\frac {gVm^{3/2}}{{\sqrt {2}}\pi ^{2}\hbar ^{3}}}\int _{0}^{\infty }{\frac {{\sqrt {\epsilon }}\,d\epsilon }{e^{(\epsilon -\mu )/kT}+1}}}

mientras que a partir de la (6) se obtiene la energía:

(9){\displaystyle \int _{0}^{\infty }\epsilon \,dN_{\epsilon }={\frac {gVm^{3/2}}{{\sqrt {2}}\pi ^{2}\hbar ^{3}}}\int _{0}^{\infty }{\frac {\epsilon ^{3/2}\,d\epsilon }{e^{(\epsilon -\mu )/kT}+1}}}

Se puede obtener el potencial termodinámico a partir de la (7):

(10){\displaystyle \Omega =-{\frac {VgT{\sqrt {(m)^{3}}}}{{\sqrt {2}}\pi ^{2}\hbar ^{3}}}\int _{0}^{\infty }{\frac {\epsilon ^{3/2}\,d\epsilon }{e^{(\epsilon -\mu )/kT}+1}}}

que coincide con la energía excepto en un factor:

(11){\displaystyle \Omega =-PV=-{\frac {2}{3}}E}

que es una relación del todo general que vale para todos los sistemas o distribuciones, sean de Bose, de Fermi o de Boltzmann.

## Gas de Fermi completamente degenerado
Supóngase que se tiene un gas de fermiones de espín {\displaystyle s=1/2} (por tanto {\displaystyle g=2s+1=2}), por ejemplo, electrones, a una temperatura absoluta {\displaystyle T=0\,K}; los electrones a tal temperatura tratan de ponerse en los estados de menor energía de modo que la energía total alcance el valor más bajo posible, partiendo del estado de energía nula, hasta un cierto valor. 
El número de estados cuánticos de un electrón en un volumen V, con impulso comprendido en el intervalo {\displaystyle (p,p+dp)}, viene dado por la expresión (6):

(12){\displaystyle 2{\frac {4\pi Vp^{2}\,dp}{(2\pi \hbar )^{3}}}=V{\frac {p^{2}\,dp}{\pi ^{2}\hbar ^{3}}}}

Los electrones ocupan todos los estados con impulso igual a cero (nótese que {\displaystyle \epsilon =p^{2}/2m}) hasta el valor {\displaystyle p=p_{F}} llamado impulso de Fermi, que equivale en el espacio de impulsos, al radio de una esfera llamada esfera de Fermi. El número total de electrones en estos estados viene dado por:

(13){\displaystyle N={\frac {V}{\pi ^{2}\hbar ^{3}}}\int _{0}^{p_{F}}p^{2}\,dp={\frac {Vp_{F}^{3}}{3\pi ^{2}\hbar ^{3}}}}

y de aquí se puede obtener el impulso de Fermi:

(14){\displaystyle p_{F}=(3\pi ^{2})^{1/3}\hbar \left({\frac {N}{V}}\right)^{1/3}}

y la energía de Fermi:

(15){\displaystyle \epsilon _{F}={\frac {p_{F}^{2}}{2m}}=(3\pi ^{2})^{2/3}{\frac {\hbar ^{2}}{2m}}\left({\frac {N}{V}}\right)^{2/3}}

Esto se puede ver también en los números de ocupación medios (1). De hecho en el límite {\displaystyle T\to 0}:

{\displaystyle \lim _{T\to 0}{\overline {n_{\mathbf {p} }}}=\lim _{T\to 0}{\frac {1}{e^{(\epsilon -\mu )/kT}+1}}=\left\{{\begin{matrix}1&\epsilon <\mu \\0&\epsilon >\mu \end{matrix}}\right.}

es decir los números de ocupación medios se convierten en una función a intervalos haciendo pensar en el hecho de que para {\displaystyle p<p_{F}} o {\displaystyle \epsilon <\epsilon _{F}} los electrones se disponen a partir del nivel  {\displaystyle \epsilon =0} hasta los niveles {\displaystyle p=p_{F}} o {\displaystyle \epsilon =\epsilon _{F}} con la condición que en un nivel haya como máximo una partícula según el principio de exclusión de Pauli, después de estos valores, {\displaystyle p>p_{F}} no hay más electrones que ordenar. Téngase en cuenta que:

(16){\displaystyle \epsilon _{F}=\mu }

La energía total del gas de Fermi completamente degenerado se obtiene de la integración:

(17){\displaystyle E={\frac {V}{2m\pi ^{2}\hbar ^{3}}}\int _{0}^{p_{F}}p^{4}\,dp={\frac {Vp_{F}^{5}}{10m\pi ^{2}\hbar ^{3}}}}

que, sustituyendo la expresión del impulso de Fermi (14) y, en el próximo paso, la de la energía de Fermi (15), se convierte en:

{\displaystyle E={\frac {3(3\pi ^{2})^{2/3}\hbar ^{2}}{10m}}\left({\frac {N}{V}}\right)^{2/3}N={\frac {3}{5}}{N\epsilon _{F}}}

Al fin, usando la relación general (11), se obtiene:

{\displaystyle P={\frac {(3\pi ^{2})^{2/3}\hbar ^{2}}{5m}}\left({\frac {N}{V}}\right)^{5/3}}

es decir: la presión es proporcional a la densidad según la potencia 5/3.